# Condado de Hardin (Ohio)
O Condado de Hardin é um dos 88 condados do estado americano de Ohio. A sede do condado é Kenton, e sua maior cidade é Kenton. O condado possui uma área de 1 219 km² (dos quais 1 km² estão cobertos por água), uma população de 31 945 habitantes, e uma densidade populacional de 26 hab/km² (segundo o censo nacional de 2000). O condado foi fundado em 1820.